# Tales for a Girl, 12, and a Shaky Chica
Tales For a Girl, 12, and a Shaky Chica – album polskiego trębacza jazzowego Tomasza Stańki.
Drugim muzykiem towarzyszącym Stańce podczas nagrań był Janusz Skowron, który grał na syntezatorze. Wszystkie utwory są kompozycjami Tomasza Stańki. Nagrania zarejestrowano w Studiu S-4 w Warszawie w kwietniu i październiku 1991. Płyta CD ukazała się w 1991 nakładem wytwórni JAM.

## Lista utworów
Tales for a Girl, 12 / Opowiadania dla dwunastoletniej dziewczynki
| 1.  | „The Two First, The Third and a Few Others / Dwa pierwsze, trzecie i parę innych” | 9:02  |
|     |                                                                                   |       |
| 2.  | „Fourth & Seventh / Czwarte i siódme”                                             | 4:42  |
|     |                                                                                   |       |
| 3.  | „8, 9 and 11 / 8, 9 i 11”                                                         | 3:43  |
|     |                                                                                   |       |
| 4.  | „Moon Tale / Opowiadanie księżycowe”                                              | 2:53  |
|     |                                                                                   |       |
| 5.  | „Mystery Tale / Opowiadanie tajemnicze”                                           | 2:43  |
|     |                                                                                   |       |
| 6.  | „Weird Tale / Opowiadanie dziwaczne”                                              | 4:00  |
|     |                                                                                   |       |
| 7.  | „Seventeenth and Eighteenth / Siedemnaste i osiemnaste”                           | 2:05  |
|     |                                                                                   |       |
| 8.  | „Second Tale / Opowiadanie drugie”                                                | 2:13  |
|     |                                                                                   |       |
| 9.  | „5 & 5 / 5 i 5”                                                                   | 2:55  |
|     |                                                                                   |       |
| 10. | „Crazy Tale / Opowiadanie szalone”                                                | 1:26  |
|     |                                                                                   |       |
| 11. | „Perverse Tale / Opowiadanie perwersyjne”                                         | 3:02  |
|     |                                                                                   |       |
| 12. | „Final Tale / Opowiadanie kończące”                                               | 2:05  |
|     |                                                                                   |       |
| 13. | „Shaky Chica / Szurnięta Szczeniara”                                              | 6:28  |
|     |                                                                                   |       |
|     |                                                                                   | 47:17 |
|     |                                                                                   |       |

## Muzycy
- Tomasz Stańko – trąbka
- Janusz Skowron – syntezator

## Informacje uzupełniające
- Producent – Janusz Tworzyński
- Inżynier dźwięku – Tadeusz Mieczkowski
- Projekt okładki – Monika Graban, Radek Dębniak
- Zdjęcia – Andrzej Tyszko
- Omówienie (tekst na okładce) – Sławomir Gołaszewski